# Gregory Michael
Gregory Michael es un actor estadounidense nacido en Filadelfia, Pensilvania, 30 de mayo de 1981.

## Biografía
Gregory nació el 30 de mayo de 1981 en Filadelfia, Pensilvania. Sus padres son Gregory y Rosaria, y tiene una hermana mayor, Christina. Estudió en el instituto La Salle (La Salle College High School) en Wyndmoor, Pensilvania. Michael fue a la universidad para continuar sus estudios de teatro e interpretación en la Universidad Estatal de Pensilvania. Actualmente reside en Los Ángeles, California.
Gregory descubrió muy pronto su vocación por el teatro y la interpretación muy joven, uniéndose al grupo de teatro de su escuela y al club de discurso y debate. Con el tiempo Mejoró sus habilidades de interpretación ganando premios a lo largo del país en concursos de interpretación dramática y humorística de literatura. Desde muy joven, Michael, se involucró en el mundo del teatro interpretando distintos personajes en musicales y obras teatrales como Blood Brothers (Hermanos de Sangre), The Music Man y Damn Yankees que se realizaron en el Walnut Street Theatre de Filadelfia.

## Filmografía
| Año         | Título                           | Papel        |
| ----------- | -------------------------------- | ------------ |
| 2005        | Running Out of Time In Hollywood | Michael      |
| 2005 - 2006 | Just Legal                       | Ryan Cern    |
| 2005 - 2007 | Dante's Cove                     | Kevin Archer |
| 2008        | The Lovers                       | Chris        |
| 2009        | Greek                            | Grant        |

- Datos: Q1388143